# زندانیان کشته‌شده در زندان‌های ایران
زندانیان کشته‌شده در زندان‌های ایران، به کسانی گفته می‌شود که پس از بازداشت در بازداشتگاه‌های موقت یا زندان‌های کشور ایران، بر اثر سوء رفتار مقامات زندان، همچون شکنجه یا عدم رسیدگی پزشکی… درگذشته‌اند.

## تاریخچه
«کشتن زندانیان سیاسی به روش‌ها و ابزارهای مختلف در چند سال اخیر، یک روند تکراری در حکومت ضد بشری جمهوری اسلامی به منظور تزریق ارعاب و ترس به جامعه است». (بیانیه گروهی از زندانیان سیاسی تهران)

در نظام جمهوری اسلامی ایران زندانیان عقیدتی و سیاسی به‌گونه سیستماتیک، شکنجه شده و حقوق انسانی‌شان نقض می‌شود.
شمار قابل توجهی از زندانیان در دورهٔ نظام جمهوری اسلامی ایران، زیر شکنجه، کشته شده‌اند.
نام‌های برخی از آنان عبارت است از: کاووس سیدامامی (۱۳۹۶)، وحید حیدری (۱۳۹۶)، سینا قنبری (۱۳۹۶)، سارو قهرمانی (۱۳۹۶)، زهرا بنی‌یعقوب (۱۳۸۶)، ابراهیم لطف‌اللهی (۱۳۸۶) و زهرا کاظمی (۱۳۸۲)...
بر پایه گزارش عفو بین‌الملل، مسئولان نظام جمهوری اسلامی ایران از ژانویه ۲۰۱۰ تا زمان تهیهٔ گزارش از پاسخگویی دربارهٔ مرگ ۷۲ انسان در زندان‌های ایران، سر باز زده بوده‌اند.

## دههٔ ۷۰ خورشیدی
- علی‌اکبر سعیدی سیرجانی، ادیب، پژوهشگر، نویسنده و فعال سیاسی اهل ایران و از منتقدان جمهوری اسلامی پس از انقلاب بود. وی در پی نگارش نامه‌هایی انتقادی به خامنه‌ای، رهبر جمهوری اسلامی، در ۲۳ اسفند ۱۳۷۲، خارج از منزلش توسط مأموران وزارت اطلاعات جمهوری اسلامی بازداشت شد[۵] و پس از نه ماه، بدون هیچ ملاقات یا خبری از محل زندانی بودن او، در ۴ آذرماه ۱۳۷۳ و با استعمال شیاف پتاسیم توسط سعید امامی در زندان به قتل رسید.[۶][۷]
- سعید امامی یا سعید اسلامی از مأموران بلندپایه وزارت اطلاعات جمهوری اسلامی ایران و از معاونین علی فلاحیان از زمان وزارتش بود.[۸] او عامل اصلی قتل‌های زنجیره‌ای دانسته می‌شود، هرچند که برخی (از جمله روح‌الله حسینیان) در صحت آن تردید کرده‌اند و قتل‌ها را منتسب به اصلاح‌طلبان می‌کنند.[۹][۱۰][۱۱] ۳۰ خرداد ۷۸، «مرگ مبهم» سعید امامی در بیمارستان لقمان تهران توسط روزنامه کیهان منتشر شد. کیهان نوشت که او مشکوک به ارتباط با «بیگانگان» بوده‌است. روز بعد دادستان وقت مجتمع قضایی نیروهای مسلح، محمد نیازی، این خبر را تأیید و طی اطلاعیه‌ای اعلام کرد سعید امامی، که بالاترین عضو و مسئول اصلی «قتل‌های خودسرانه» معرفی شده بود، در زندان اوین و با خوردن داروی نظافت خودکشی کرده‌است.[۱۲][۱۳] نیازی کمترین مجازات سعید امامی را اعدام اعلام کرد و گفت: «با توجه به مدارک موجود و اعتراف‌های صریح سعید امامی، وی هیچ گونه راه فراری نداشت و اگر با این اتهامات به دادگاه می‌رفت حکم او اعدام بود.»[۱۴]
- فرشته علیزاده، فعّال دانشجویی دانشگاه الزهرا و مسئول برد انجمن این دانشگاه بود که در میان درگیری‌های پس از حمله شبه‌نظامیان انصار حزب‌الله و پلیس به خوابگاه دانشجویان در کوی دانشگاه تهران در وقایع ۱۸ تیر ۱۳۷۸ ناپدید شد. امیر فرشاد ابراهیمی (یکی از رهبران انصار حزب‌الله که از این گروه جدا و پس از ۱۸ ماه انفرادی و شکنجه و دو سال حبس ایران را ترک کرد) پیرامون قتل وی در وبلاگ خود می‌گوید که او پس از بازداشت زیر شکنجه جان سپرده و در گورستان خاوران دفن شده‌است.
- سعید زینالی، دانشجویی بود که در جریان اعتراضات دانشجویی پس از حمله به کوی دانشگاه در تیر ۱۳۷۸ توسط نیروهای امنیتی در منزل بازداشت شد و تاکنون خبری از وی به دست نیامده است. نهادهای امنیتی پس از پیگیری‌های فراوان خانواده وی حفاظت اطلاعات سپاه را عامل بازداشت وی اعلام کردند اما آن نهاد نیز پاسخی پیرامون سرنوشت وی ارائه نکرده‌است. احمد باطبی به خانواده وی گفته‌است که صدای او را در جریان بازجویی‌ها شنیده‌است.
- اکبر محمدی، یکی از فعالان دانشجویی بود که از سال ۱۳۷۸ و در پی اعتراضات دانشجویی تیرماه ۱۳۷۸ تهران دستگیر، شکنجه[۱۵][۱۶] و زندانی شد. او در ۸ مرداد ۱۳۸۵ پس از چند روز اعتصاب غذای خشک در زندان اوین به صورت مشکوکی درگذشت.
- مهرداد سپهری؛ جوانی بود که در زمان بازداشت در اثر آزار و شکنجه توسط نیروهای انتظامی جمهوری اسلامی ایران کشته شد. در فیلم‌ها و تصاویری در اینترنت منتشر شده‌است، دیده می‌شود که مأموران نیروی انتظامی سپهری را که با دست‌بند به تیرکی در شهرک حجت مشهد بسته شده‌است، با شوکر و اسپری فلفل مورد شکنجه قرار می‌دهند.[۱۷][۱۸]

## دههٔ ۸۰ خورشیدی
- امیرحسین حشمت ساران دبیرکل «جبهه اتحاد ملی ایران» بود. وی در سال ۱۳۸۲ به اتهام تشکیل این حزب دستگیر و به هشت سال حبس محکوم شد، وی در دوران حبس مجدداً محاکمه و به هشت سال حبس دیگر محکوم گردید.[۱۹][۲۰] وی به دلیل شدت ضربات وارده در بازداشت به سر و تزریق داروهای مشکوک، پس از ۴۸ ساعت کما، در ۱۶ اسفند ۱۳۸۷ در بیمارستان رجایی کرج درگذشت.
- زهرا کاظمی، خبرنگار کانادایی - ایرانی‌تبار بود که در مسافرتی به قصد تهیه گزارش در ایران، هنگام ناآرامی‌ها و اعتراضات دانشجویی، به جرم عکس‌برداری حین تجمع برخی از خانواده‌های زندانیان در مقابل زندان اوین، بازداشت و در ۲۰ تیر ۱۳۸۲ در زندان درگذشت. او به اصرار سعید مرتضوی دادستان وقت تهران بازداشت شد، این بازداشت برخلاف نظر وزارت اطلاعات که وی را جاسوس نمی‌دانست انجام‌شده بود.[۲۱]
- زهرا بنی یعقوب، پزشک ایرانی، دانش‌آموخته دبیرستان فرزانگان تهران (وابسته به سازمان ملی پرورش استعدادهای درخشان) و دانشکده پزشکی دانشگاه علوم پزشکی تهران و نفر ششم کنکور سراسری بود که در بازداشتگاه ستاد امر به معروف و نهی از منکر شهر همدان (زیر نظر بسیج) درگذشت. او در ۲۰ مهر ۱۳۸۶ در حین صحبت با نامزدش در یکی از پارک‌های همدان توسط نیروهای بسیج دستگیر و به بازداشتگاه ستاد امر به معروف و نهی از منکر شهر همدان فرستاده شده بود. پس از ۴۸ ساعت، خانواده‌اش که برای آگاهی از وضعیتش به نیروی انتظامی همدان مراجعه کرده بودند با خبر مرگ وی روبرو شدند.[۲۲] بر طبق گزارش‌های حکومتی، خانم زهرا بنی یعقوب در زندان در شب بازداشت خودکشی کرده‌است. در صورتیکه خانواده وی و برخی از رسانه‌های خارجی قتل توسط ضرب و شتم در بازداشت را عامل مرگش دانسته‌اند.[۲۳]
- ابراهیم لطف‌اللهی، دانشجوی دانشگاه پیام نور در شهر سنندج بود که در بازداشتگاه نیروی انتظامی در ۲۵ دی ماه ۱۳۸۶ درگذشت. وی دانشجوی سال چهارم رشته حقوق دانشگاه پیام نور سنندج بود، که پس از دستگیری در جلوی دانشگاه به بازداشتگاه فرستاده شده بود و در همان بازداشتگاه جان باخته بود. به گفته مسئولان وزارت اطلاعات جمهوری اسلامی در سنندج، علت مرگ او «خودکشی» اعلام شده‌است.[۲۴] مرگ او که توسط رسانه‌های خارج از ایران پوشش خبری یافته به مرگ زهرا کاظمی[۲۵] و زهرا بنی یعقوب تشبیه گردیده‌است.
- کاوه عزیزپور، یک زندانی سیاسی کرد در ایران بود که ۲۷ اردیبهشت ۱۳۸۷ در سن ۲۵ سالگی در زندان مهاباد درگذشت. وی دو سال قبل به اتهام عضویت در یکی از احزاب کرد مخالف دولت ایران محاکمه و به ۳ سال حبس محکوم گردید. به گفته خانواده وی، او تحت شکنجه در زندان دچار ضربه مغزی شده و به کما رفته و تحت عمل جراحی قرار گرفته‌است اما اندکی بعد به زندان منتقل و در حین بازجویی توسط عوامل اطلاعاتی درگذشته است.[۲۶][۲۷]
- امیدرضا میرصیافی، فعال فرهنگی و وبلاگ‌نویس ایرانی بود که توسط دادگاه انقلاب ایران به اتهام توهین به روح‌الله خمینی و علی خامنه‌ای به دو سال حبس محکوم گردید.[۲۸] وی در ۲۸ اسفند ۱۳۸۷ (در سن ۲۸ سالگی) در زندان اوین درگذشت. سازمان گزارشگران بدون مرز یک هفته پس از درگذشت وی با انتشار بیانیه‌ای اعلام کرد که گزارش‌هایی که حاکی از قتل وی در زندان است. به گفته گزارشگران بدون مرز همچنین مقامات زندان درخواست کالبد شکافی را که از سوی وکیل او مطرح شده بود را رد کرده و جسدش را بلافاصله دفن کردند.[۲۹]
- محسن دکمه‌چی، یکی از بازاریان شناخته شده بازار تهران بود که به دلیل کمک به خانواده زندانیان سیاسی توسط وزارت اطلاعات در شهریور ۱۳۸۸ دستگیر و به بند ۲۰۹ زندان اوین و سپس زندان رجایی‌شهر کرج انتقال یافت. بعضی از منابع خبری غیررسمی خبر از مرگ او در ۸ فروردین ۱۳۹۰ داده‌اند. دکمه‌چی به بیماری سرطان پانکراس مبتلا بود. وی پیش از این نیز به دلیل کمک به خانواده زندانیان سیاسی تحت فشار قرار گرفته بود.[۳۰]

### کشته‌شدگان اعتراضات سال ۱۳۸۸ ایران در زندان
- محسن روح‌الامینی ۱۸ تیر ۱۳۸۸ بازداشت شد و در بازداشتگاه کهریزک بر اثر شکنجه کشته شد.
- محمد کامرانی ۱۸ تیر ۱۳۸۸ بازداشت شد و در بازداشتگاه کهریزک در روز ۲۵ تیر ماه درگذشت.
- امیر جوادی‌فر ۱۸ تیر ۱۳۸۸ بازداشت شد و در بازداشتگاه کهریزک بر اثر شکنجه کشته شد.
- رامین قهرمانی در بازداشتگاه کهریزک بر اثر شکنجه کشته شد.
- احمد نجاتی کارگر از بازداشت شدگان بازداشتگاه کهریزک که به دلیل ضرب و شتم در بازداشتگاه بعد از آزادی به دلیل از دست دادن هر دو کلیه کشته شد.[۳۱]
- رامین پوراندرجانی، پزشک بازداشتگاه کهریزک بود. وی در ساختمان بهداری نیروی انتظامی تهران درگذشت.[۳۲]
- محمدجواد پرنداخ، دانشجوی سال چهارم مهندسی شیمی دانشگاه صنعتی اصفهان از فعالان فرهنگ و ادب کُرد بود که در شهریور ۱۳۸۸ توسط اطلاعات اصفهان بازداشت و به طرز مشکوکی جان باخت.[۳۳]
- ترانه موسوی، شخصی بود که به گفتهٔ رسانه‌های جنبش سبز در حوادث پس از انتخابات ریاست جمهوری دهم ایران دستگیرشده، مورد تجاوز جنسی و شکنجه قرار گرفته و سپس به قتل رسیده و جسدش سوزانده شده‌بود. پس از انتشار برخی از رسانه‌های حکومتی و برخی از خبرنگاران و روزنامه‌نگاران وجود چنین شخصی را تکذیب کردند.[۳۴] انتشار خبر دستگیری و تجاوز به وی هم‌زمان با انتشار اخبار مختلفی پیرامون سرکوب شدید و شکنجه معترضان توسط نهادهای اطلاعاتی و نظامی ایران بود. شکنجه‌ها منجر به چند فقره قتل شد و با بالا گرفتن اعتراضات برخی از مقامات قضایی ایران از جمله سعید مرتضوی دادستان تهران برکنار و ادعا شد که بازداشتگاه کهریزک بسته شده‌است. مرتضی الویری (عضو کمیته تحقیق و یکی از نزدیکان مهدی کروبی) تا یک سال پس از این واقعه نیز بر صحت دستگیری ترانه موسوی تأکید داشت.

## دههٔ ۹۰ خورشیدی
- هدی صابر؛ پژوهشگر، روزنامه‌نگار، فعّال ملی مذهبی، زندانی سیاسی و از گردانندگان مجله توقیف شده «ایران فردا» بود.[۳۵] وی در ۱۲ خرداد ۱۳۹۰ در حالی‌که در اوین زندانی بود در اعتراض به مرگ مشکوک هاله سحابی در مراسم تشییع جنازه پدرش عزت‌الله سحابی اعتصاب غذای خود را آغاز کرد و در ۲۱ خرداد، پس از انتقال از زندان به بیمارستان مدرس بر اثر نارسایی قلبی درگذشت.[۳۶] منابع نزدیک به مخالفان حکومت ایران، علت مرگ هدی صابر را ضرب و شتم از سوی مأموران امنیتی زندان اوین، عنوان کردند.[۳۷][۳۸][۳۹]
- ستار بهشتی؛ کارگر و وبلاگ‌نویس ایرانی بود که در تاریخ ۹ آبان ماه ۱۳۹۱ توسط پلیس فتا دستگیر شد. او به اتّهام «اقدام علیه امنیت ملی از طریق فعالیت در شبکهٔ اجتماعی و فیس بوک» بازداشت و به مکانی نامعلوم منتقل شده بود.[۴۰] در مدّت بازجویی به شدت از سوی پلیس فتا شکنجه شد[۴۱] و در همین جریان درگذشت و در گورستان رباط کریم (محل زندگی‌اش) به خاک سپرده شد.
- کاووس سیدامامی؛ فعال محیط زیست و دکترای جامعه‌شناسی، عضو هیئت علمی دانشکده معارف اسلامی و علوم سیاسی دانشگاه امام صادق،[۴۲] استاد ارتباطات و مدیرعامل مؤسسه «حیات وحش میراث پارسیان» بود که در ۱۹ بهمن ۱۳۹۶ در زندان اوین درگذشت.[۴۳]
- محمد راجی؛ یکی از دراویش نعمت‌الهی گنابادی بود که در اعتراضات دراویش گنابادی طی حوادث و درگیری‌های اول اسفند ماه ۱۳۹۶ در خیابان پاسداران تهران بازداشت و در اثر ضربات بازجویی کشته شد.[۴۴][۴۵][۴۶][۴۷][۴۸] راجی از فرماندهان سابق سپاه پاسداران بود که در زمان جنگ ایران و عراق فرماندهی چند گردان سپاه را به عهده داشت و در جنگ مجروح شیمیایی شده بود و دچار معلولیت و ناراحتی ریه بود. او در سال ۱۳۸۳ از سپاه جدا شد و در زادگاهش روستای مزرعه‌آباد الیگودرز به کار کشاورزی مشغول شده بود.[۴۴][۴۵]
- وحید صیادی نصیری؛ زندانی سیاسی که بر اثر صدمات حاصل از اعتصاب غذا در ۲۱ آذر ۱۳۹۷ زندان قم درگذشت. وی نخستین بار در سال ۱۳۹۴ بابت توهین به مقدسات، توهین به رهبری و تبلیغ علیه نظام دستگیر و به ترتیب به تحمل ۵ و ۲ و ۱ در مجموع به ۸ سال حبس محکوم شد و پس از یازده ماه بلاتکلیفی و پس از دوبار اعتصاب غذا با اعمال ماده ۱۳۴ که مربوط به تجمیع احکام می‌شود، در حال گذراندن ۵ سال از این محکومیت بود که با اعمال عفو نوروزی با تقلیل حکم روبه‌رو شد و پس از دو سال و نیم زندان در ۲۵ اسفند ۹۶ از زندان آزاد شد. پس از دستگیری مجدد در ۲۱ مهرماه ۱۳۹۷ در اعتراض به وضعیت حقوقی خود و عدم رعایت اصل تفکیک جرایم اعتصاب غذا کرد و پس از ۶۰ روز از آغاز اعتصاب غذا در زندان لنگرود قم، در ساعت ۸ صبح روز ۲۱ آذر ۱۳۹۷ به خانواده وی اعلام شد که برای تحویل جنازه وی به سردخانه بهشت معصومه قم مراجعه کنند.[۴۹][۵۰]
- علیرضا شیرمحمدعلی؛ زندانی سیاسی ۲۱ ساله، به‌دلیل فعالیت در فضای مجازی بازداشت شده بود و در دادگاه بدوی به اتهام اهانت به رهبری، تبلیغ علیه نظام و توهین به مقدسات به ۶ سال حبس محکوم شده بود. او که دوران حبسش را در زندان فشافویه می‌گذراند، روز دوشنبه ۲۰ خرداد ۱۳۹۸ هدف حملهٔ دو نفر از زندانیان «بزهکار» قرار گرفت و جان خود را از دست داد. شیرمحمدعلی به‌همراه یک زندانی دیگر به‌نام برزان محمدی در اسفند ۱۳۹۷ به‌دلیل فقدان امنیت جانی، عدم اجرای اصل تفکیک جرایم و مخالفت با انتقال به زندان اوین دست به اعتصاب غذا زده‌بودند.[۵۱][۵۲][۵۳][۵۴][۵۵]
- زهرا بنی‌یعقوب؛ وی پس از بازداشت در یکی از پارک‌های همدان توسّط بسیج بازداشت شد و پس از انتقال به بازداشتگاه ستاد امر به معروف درگذشت. جسدش پیش از رسیدن خانواده وی دفن گردید و با کالبد شکافی آن نیز مخالفت شد. تلاش خانواده وی برای پیگیری پرونده به نتیجه نرسید و دادگاه همدان برای همه متّهمان قرار منع تعقیب صادر کرده و پرونده را بست.[۵۶][۵۷]
- فرهاد وثوقی در آبان ۱۳۹۹، زیر شکنجه کشته شد. وی را شکنجه کردند تا مسئولیت قتل حسین جوزی را که یکی از سازمان‌دهندگان اعتراضات آبان ۱۳۹۸ ایران در نورآباد بود، به گردن بگیرد؛ در حالی که جوزی به دست نیروهای اطلاعات سپاه بازداشت شده و به قتل رسیده بود.[۵۸][۵۹][۶۰][۶۱]
- روز جمعه ۱۵ فروردین ۱۳۹۹ کمیساریای عالی سازمان ملل متحد در ژنو از مرگ دانیال زین‌العابدین که در زیر شکنجه و ضرب و شتم مأموران زندان میاندوآب درگذشت اظهار انزجار کرد و خواهان تحقیق فوری و بی‌طرفانه دربارهٔ مرگ وی و مجازات عاملان آن شد. وی در سن ۱۷ سالگی به جرم قتل فردی به نام صادق برمکی دستگیر و محکوم به اعدام شده بود.[۶۲][۶۳]
- مهرداد سپهری، جوانی بود که در زمان بازداشت در اثر آزار و شکنجه توسط نیروهای انتظامی جمهوری اسلامی ایران کشته شد. در فیلم‌ها و تصاویری در اینترنت منتشر شده‌است، دیده می‌شود که مأموران نیروی انتظامی سپهری را که با دست‌بند به تیرکی در شهرک حجت مشهد بسته شده‌است، با شوکر و اسپری فلفل مورد شکنجه قرار می‌دهند.[۶۴][۶۵]
- ساسان نیک‌نفس، پدر دو دختر کوچک که علی‌رغم هشدار فراوان وکیل و هم‌بندانش به بیماری وی و عدم توانایی تحمل زندان، حبس شد و با قصور زندان‌بانان و ممانعت از ارسال وی به بیمارستان، جان خود را از دست داد.[۶۶]

### کشته‌شدگان اعتراضات دی ۱۳۹۶ در زندان
- سینا قنبری جوان ۲۳ ساله دستگیرشده در قرنطینه زندان اوین درگذشت. «مراجع اطلاعاتی» مدعی شدند که خودکشی بوده، محمود صادقی با اشاره به تماس دانشجویان و خانواده‌ها تأکید کرد که «مجلس باید» این موضوع را به صورت رسمی بررسی کند، اگرچه تعطیل است و انفرادی پیگیری می‌شود.[۶۷]
- وحید حیدری جوان ۲۳ ساله اهل اراک، در زندان این شهر درگذشت. در سه‌شنبه ۱۹ دی، دادستان عمومی و انقلاب استان مرکزی، مرگ دومین بازداشتی اعتراض‌ها در ایران را تأیید و ادعا کرد او نیز خودکشی کرده‌است.[۶۸] کمپین حقوق بشر در ایران به نقل از نزدیکان وحید حیدری گزارش داد که در زمان رویت جنازه، روی سر او آثار ضرب و شتم و کبودی دیده شده‌است.[۶۹]
- آریا روزبهی بابادی، جوانی از طایفه بابادی ایل بختیاری که جنازه وی در ۱۹ دی در رود کارون پیدا شد. وی درطی تظاهرات دی ماه مفقود شده بود.[۷۰][۷۱]
- سارو قهرمانی جوان ۲۴ ساله اهل سنندج که در ۱۲ دی دستگیر شد و در تاریخ ۲۳ دی ماه جنازه وی برای دفن سریع به خانواده اش تحویل شد. مادر سارو قهرمانی تأکید کرد که بر روی جنازه او آثار ضرب و شتم وجود داشته‌است.[۷۲]
- کیانوش زندی جوان ۲۴ ساله اهل سنندج که بعد از اعلام خبر کشته شدن سارو قهرمانی، توسط اقوام سارو اعلام شد فردی به نام کیانوش زند نیز همانند سارو در زندان و تحت شکنجه کشته شده‌است.[۷۳] در ۳۰ دی ۱۳۹۶ و ۶ روز پس از آنکه سرهنگ بازنشسته نیروی انتظامی و شوهر خاله سارو قهرمانی یعنی محمدرضا آرین، به فرد دیگری به نام کیانوش زند اشاره کرد که همراه با سارو در زندان سنندج جان خود را از دست داده‌بود، کمپین حقوق بشر در ایران اعلام کرد که در گفتگو با خانواده کیانوش زندی، به آن‌ها اعلام شده‌است که در ۲۳ دی ماه مأموران وزارت اطلاعات با مراجعه به خانه کیانوش زندی، مادر او را برای دفن جسد در قبری که از پیش در در بهشت محمدی سنندج آماده کرده بودند برده و او را دفن کرده‌اند. براساس گفتهٔ خانواده وی، کیانوش در ۱۲ دی مفقود شده بود.[۷۴]
- علی پولادی جوان ۲۶ ساله اهل روستای گویتر از توابع بخش مرزن آباد شهرستان چالوس، به ظن تیراندازی توسط نیروی انتظامی دستگیر و در ۲۳ دی ماه به خانواده وی اعلام شد که برای تحویل جنازه وی مراجعه کنند.[۷۵]
- سید شهاب الدین ابطحی زاده جوان ۲۰ ساله اهل اراک که در ۱۲ دی دستگیر شد و جنازه وی در ۲۲ دی در مقابل منزلش رها شد. قاسم عبداللهی رئیس کل دادگستری استان مرکزی در ۲۷ دی ماه ضمن تأیید پیدا شدن جنازه این فرد در جمعه ۲۲ دی در یک منزل متروکه در حاشیه شهر اراک، اعلام کردکه با بررسی‌های انجام شده، این فرد به دلیل تزریق مواد مخدر جان خود را از دست داده‌است.[۷۶] بر روی بدن شهاب ابطحی، جراحاتی دیده می‌شد که به نظر می‌رسید بر اثر جراحات باتوم ایجاد شده بود.[۷۷]
- مریم (فروزان) جعفرپور جوان ۲۷ ساله دانشجوی مهندسی برق که به نقل از پدرش، در یکی از تجمع‌های اعتراضات سراسری بازداشت می‌شود و سپس جسد او را پس از کالبدشکافی تحویل خانواده می‌دهند.[۷۸] فعلاً جزئیات بیشتری از این فرد دردسترس نیست.
- طالب بساطی، کارمند اورژانس شهرستان ملکشاهی و دانشجوی رشته پزشکی دانشگاه ایلام که جنازه وی هشت روز پس از بازداشت در یک‌شنبه ششم اسفند به خانواده وی تحویل شد. به گفته خانوادی وی، در گواهی فوت آقای بساطی ذکر شده بود که وی به دلیل «ترومای مغزی» فوت کرده‌است.[۷۹] پس از انتشار اخبار درگذشت وی در رسانه‌ها، نماینده وقت ایلام اعلام کرد که طالب بساطی بعد از ناآرامی‌های دی ماه بازداشت شده و بر اثر شکنجه در زندان فوت کرده‌است.[۸۰]
- افشین (مالک) کریم پور، که در جریان شورش‌های زنجیره ای در زندانهای ایران و در زندان سپیدار اهواز دچار خفگی ناشی از استنشاق گاز شد که در نهایت علت فوت مسمومیت غذایی اعلام شد.
- مصطفی صالحی؛ ۳۰ ساله، در ۱۵ مرداد ۱۳۹۹، یکی از معترضان اعتراضات دی ماه ۱۳۹۶ که تا کنون در بازداشت بوده، در زندان دستگرد اصفهان اعدام شد. وی به اتهام کشتن یک پاسدار به اعدام محکوم شده، اما در جریان محاکمه این اتهام را رد کرده بود.[۸۱][۸۲]
- در ۲۶ دی ۱۳۹۹ بهمن عقابی شهروند ۳۵ ساله اهل اسلام‌آباد غرب در استان کرمانشاه که به اتهام قتل در بازداشت بود، و از روز روز ۱۴ دی بر اثر ضرب و شتم و شکنجه توسط مأموران اداره آگاهی به کما رفته بود، بعد از دوازده روز در بیمارستان جان باخت.[۸۳]

## دههٔ ۱۴۰۰ خورشیدی

### سال ۱۴۰۰ خورشیدی
- در ۱ فروردین ۱۴۰۰ شهاب درون‌پرور زندانی ۳۵ ساله که به دلیل ناتوانی در پرداخت مهریه از ۲ ماه قبل در زندان اسلام‌آباد غرب بود، بر اثر خونریزی شدید معده و عدم توجه کادر بهداری زندان جان خود را از دست داد.[۸۴][۸۵][۸۶]
- در ۳۰ شهریور ۱۴۰۰، خبر مرگ مشکوک شاهین ناصری در سلول انفرادی زندان تهران بزرگ تأیید شد. وی کارشناس بازرگانی بود که در روز ۹ آبان ۱۳۹۸ در برگه «تحقیق از شاهد» نوشته بود که خود در آگاهی شیراز شاهد شکنجه نوید افکاری بوده‌است.[۸۷][۸۸]
- در ۳ مهر ۱۴۰۰، یک شهروند ایلامی به نام امیرحسین حاتمی بر اثر «ضرب و شتم مأموران نیروی انتظامی» در زندان تهران بزرگ جان باخته‌است.[۸۹][۹۰]
- در ۱۲ آبان ۱۴۰۰، خسرو جمالی‌فر؛ بر پایه گزارش برخی از رسانه‌های حقوق بشری، وی بر اثر «ضرب‌وشتم مأموران زندان» و «ضرباتی که به سر او وارد شده» در زندان سنندج، کشته شده‌است.[۹۱]
- در ۳۰ شهریور ۱۴۰۰، شاهین ناصری، یکی از شاهدان شکنجه نوید افکاری، در سلول انفرادی در زندان تهران به گونه مشکوک درگذشت.[۹۲]
- در دی ۱۴۰۰، مهدی کاظمی با نام هنری بکتاش آبتین؛ نویسنده، شاعر و فیلم‌ساز.[۹۳][۹۴][۹۵][۹۶][۹۷] گروهی از زندانیان سیاسی، مرگ بکتاش آبتین را مصداقی از «قتل سیستماتیک زندانیان سیاسی» در ایران اعلام کردند.[۹۸]
- در ۱۱ شهریور ۱۴۰۰، هادی عطارزاده، پس از اجرای حکم شلاق به شدت، بدحال شد؛ ولی زندان‌بان‌ها دست و پایش را بستند و به قرنطینه بردند و سپس درگذشت.[۹۹]

### سال ۱۴۰۱ خورشیدی
- در ۷ خرداد ۱۴۰۱‍ سیاوش بهرامی عضو حزب آزادی کردستان (پاک) سه روز پس از آزادی از زندان پاوه در خانه برادرش درگذشت. خانوادهٔ او علت مرگ را تزریق آمپول در زندان می‌داند،[۱۰۰] اما مقامات امنیتی و قضایی جمهوری اسلامی ایران علت مرگ او را خودکشی در خارج از زندان اعلام کرده‌اند.[۱۰۱]
- در ۲۵ شهریور ۱۴۰۱، مهسا امینی پس از بازداشت توسط گشت ارشاد در تهران با شکستگی جمجمه و مرگ مغزی کشته‌شد،[۱۰۲][۱۰۳][۱۰۴][۱۰۵][۱۰۶] به دنبال این واقعه، تعدادی طی خیزش ۱۴۰۱ ایران نیز کشته‌شدند که در کشته‌شدگان اعتراضات سراسری ۱۴۰۱ ایران فهرست شده‌اند.
- در ۱۷ آذر ۱۴۰۱، شادمان احمدی توسط نیروهای امنیتی جمهوری اسلامی روبوده می‌شود و در بازداشتگاه کلانتری دهگلان و زیر شکنجه کشته می‌شود.[۱۰۷][۱۰۸]
- در آذر ماه ۱۴۰۱، نشریه نیویورک تایمز گزارش داد که دختری ۱۴ ساله به نام معصومه به دلیل پارگی واژن و خونریزی ناحیه تناسلی ناشی از تجاوز جنسی درگذشت. او پس از برداشتن حجاب در مدرسه توسط دوربین‌ها شناسایی و بازداشت شده بود.[۱۰۹][۱۱۰]
- در ۳۰ آبان ۱۴۰۱، مأموران حکومتی، پیکر عاطفه نعامی را با «صحنه‌سازی خودکشی» در بالکن آپارتمانش واقع در منطقه عظیمیه کرج قرار دادند. خانواده وی خودکشی را به‌طور قطع تکذیب کرده‌اند.[۱۱۱] با وجود اینکه آثار ضرب و جرح بر پیکر بی‌جان او مشهود بود، مقامات امنیتی، دستور دفن فوری وی را صادر کردند. درنهایت، در ۷ آذر ۱۴۰۱، مأموران امنیتی پیکر عاطفه نعامی را مخفیانه، در سکوت خبری و با وجود مخالفت اعضای خانواده در بهشت‌آباد اهواز به خاک سپردند.
- محمد میرموسوی